# Iori
Iori (gruz. იორი; azer. Qabırlı) – rzeka w Gruzji i Azerbejdżanie, lewy dopływ Kury. Wypływa z góry Borbalo na wysokości 2600 m n.p.m., liczy 320 km długości, zaś jej zlewnia – 4,6 tys. km². Płynie w kierunku południowo-wschodnim.
Większość, bo 88,4% długości rzeki obejmuje Gruzję (313 km w Gruzji, 7 km w Azerbejdżanie). Na obszarach, na których Iori wylewa, można napotkać topole. Iori wylewa w okresie wiosennym wskutek roztopu śniegów i intensywniejszych opadów, które zwykle zaczynają się w marcu. Rzeka wpada do Zbiornika Mingeczaurskiego. Deltę rzeki porastają tamaryszki i szuwary.
Tradycyjnie rzeka Iori była używana, podobna jak wody Alazani, do nawadniania. W Gruzji są 3 (stan w 2007) zbiorniki na rzece Iori używane do nawadniania: Sioni (325 mln m³); Zbiornik Tbiliski (308 mln m³) i zbiornik Dalimta (180 mln m³). Gruzińskie Ministerstwo Środowiska ocenia stan rzeki pod kątem zanieczyszczeń jako „dobry”.